# Jianshi-Mensch
Der Jianshi-Mensch (chinesisch 建始直立人, Pinyin Jiànshǐ zhílìrén, englisch Jianshi Man) ist ein nach seinem Fundort im Kreis Jianshi, Provinz Hubei, China, benannter Homo erectus. Die Fossilien wurden in einer Höhle im Dorf Mazhaping (麻扎坪) der Großgemeinde Gaoping entdeckt.
Nach Zheng Shaohua, einem Mitglied der Forschungsteams zum Jianshi-Menschen des Instituts für Wirbeltierpaläontologie und Paläoanthropologie der Chinesischen Akademie der Wissenschaften, werden die entdeckten Zahnfossilien auf die Zeit vor 2,15 bis 1,95 Millionen Jahren datiert. Andere Forscher ordnen sie dem relativ sicher datierten Peking-Menschen und den als so genannter Yuanmou-Mensch bekannten Fossilfunden zu, was einem Alter von 600.000 bis 400.000 Jahren entspräche.
Die Jianshi-Stätte (Jianshi zhiliren yizhi) im Kreis Jianshi steht seit 2006 auf der Liste der Denkmäler der Volksrepublik China (6-157).